# Michael Modubi
Michael Modubi (né le 22 avril 1985 à Pretoria) est un footballeur international sud-africain. Il évolue au KFC Dessel Sport au poste de milieu de terrain.

## Biographie
Michael Modubi commence sa carrière professionnelle au KVC Westerlo. Il joue son premier match en Jupiler League le 30 août 2003, lors d'une rencontre face à St-Trond.
En 2012, après 100 matchs de championnat disputés avec Westerlo, il s'engage avec le club du KFC Dessel Sport, équipe évoluant en deuxième division belge.
Michael Modubi reçoit 5 sélections en Afrique du Sud. Il joue son premier match en sélection nationale le 26 mai 2007, lors d'une rencontre amicale face à l'équipe du Malawi.